# Тифарити
Тифарити (араб. تيفاريتي‎, исп. Tifariti, также исп. Tifarita) — город-оазис на северо-востоке Западной Сахары, центр северной части Свободной зоны, контролируемой силами ПОЛИСАРИО. Фактическая временная столица Сахарской Арабской Демократической Республики (вместо Бир-Лелу ранее) ввиду расположения её органов власти. Расположен к востоку от Марокканской стены и в 15 километрах к северу от мавританской границы. Находится между городом Смара (177 км), крупным религиозным центром, основанным шейхом Ма аль-Айнином, и алжирским городом Тиндуф (320 км), в окрестностях которого расположены четыре лагеря беженцев из Западной Сахары. В Тифарити имеются правительственный квартал со зданием парламента, мечеть, школа, госпиталь и музей.
Население города составляет около 3000 человек.

## История
Тифарити был сезонным городом-оазисом для жителей Западной Сахары, арабоязычных бедуинов, контролирующих эти территории со времен Средневековья. В 1912 году экспедиция Французского Иностранного легиона под командованием капитана Жерара, пытавшаяся соединиться с войсками в Марокко, была уничтожена кочевниками-повстанцами вблизи Тифарити. Впоследствии город использовался испанскими колонизаторами в качестве военного форпоста в пустыне. По современным оценкам, в 1975 году население Тифарити составляло 7 тысяч жителей. Большинство из них покинуло город в 1976 году из-за вспыхнувшей войны с Марокко. В Тифарити всегда было немного постоянных строений по причине кочевого образа жизни сахарцев.

### Тифарити во время войны в Западной Сахаре
Тифарити был местом нескольких сражений во время войны в Западной Сахаре и служил военной базой и опорным пунктом для обеих сторон в разные моменты войны. Он также использовался в качестве перевалочного пункта для сахарских беженцев по пути в Тиндуф во время фазы вторжения. По некоторым сведениям, в январе 1976 года в окрестностях города насчитывалось до 15 тысяч беженцев. В феврале того же года город был ненадолго занят армией Марокко, но спустя два месяца она отступила, а город в марте 1977 года оккупировали силы Народной армии освобождения Сахары. Летом 1977 года Тифарити снова оказался под контролем марокканской армии, на этот раз почти на два года. В марте 1979 года после сражения под Тифарити город был взят войсками ПОЛИСАРИО и НАОС. В 1980-е годы к северу от Тифарити была построена Марокканская стена, а местность вокруг города была заминирована. Мины до сих пор представляют большую опасность в таких районах, как Мехайрес, Тифарити и Бир-Лелу, где армия Марокко проводила наступательные операции в августе-сентябре 1991 года. Кроме того, следует опасаться неразорвавшихся кассетных бомб, которых все еще много в этих местах. В августе 1991 года, незадолго до прекращения огня, Королевские ВВС Марокко неоднократно бомбили Тифарити, разрушая здания и колодцы, в результате чего погибли десятки мирных жителей.

## Инфраструктура

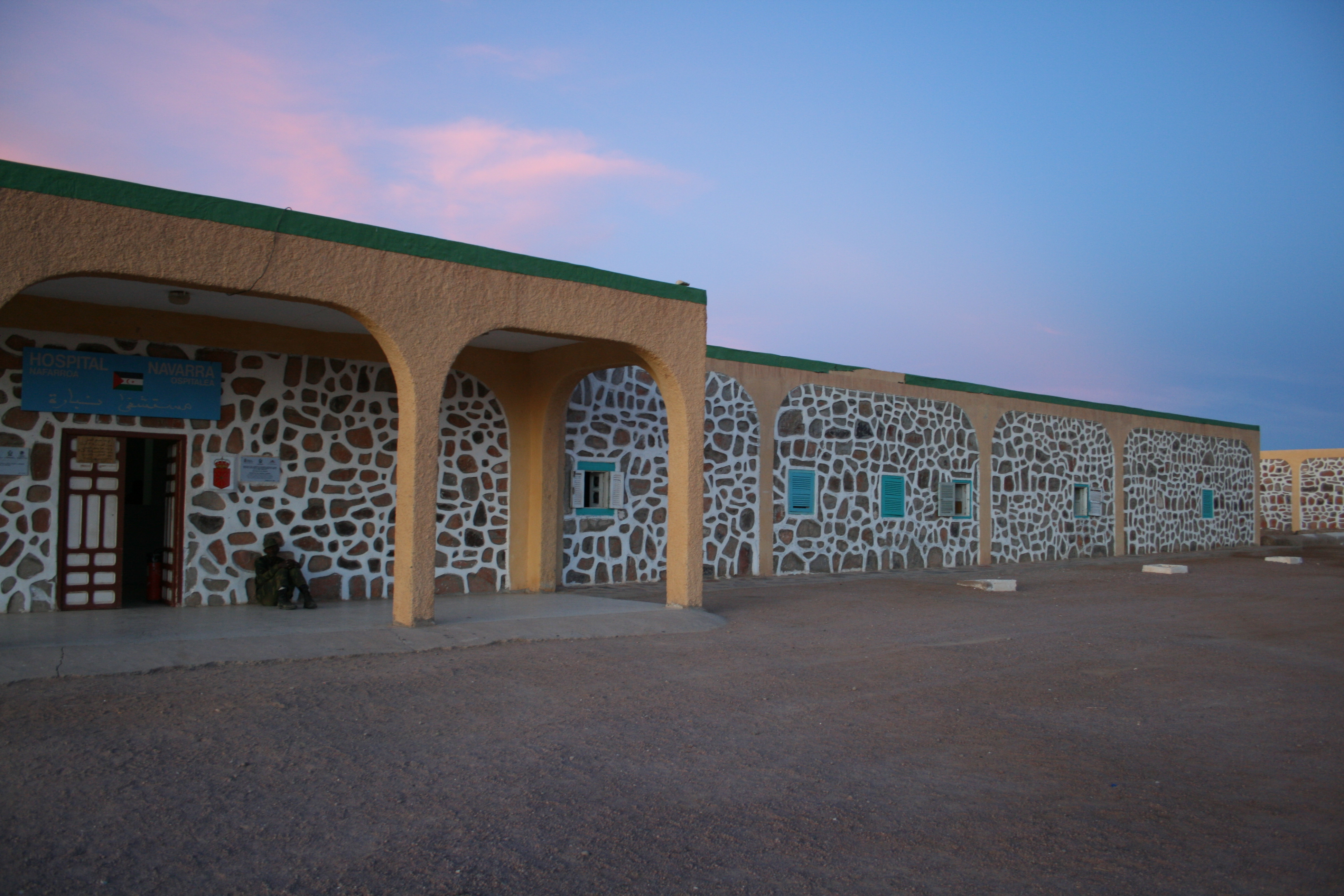
Госпиталь Наварры

В период с 1989 по 1991 годы в городе были построены больницы и административные здания при помощи иностранных агентств, содействовавших ООН в подготовке возвращения сахарских беженцев и проведения референдума по вопросу независимости или интеграции с Марокко. Эта инфраструктура была разрушена марокканскими ВВС в августе 1991 года, за несколько дней до прекращения огня.
В 1999 году был торжественно открыт «Госпиталь Наварры», построенный в сотрудничестве с ассоциациями солидарности из этого испанского автономного сообщества. В январе 2001 года пациенты и оборудование госпиталя были эвакуированы из-за угрозы возобновления войны. Наконец, в феврале 2006 года госпиталь вновь открылся.
21 мая 2005 года, во время празднования 32-летней годовщины создания фронта ПОЛИСАРИО, президент САДР, Мухаммед Абдельазиз заложил первый кирпич в фундамент здания парламента САДР (Сахарский национальный совет), а также первый кирпич в основание нового района «Квартал Солидарности». Этот район из 150 домов, построенный при помощи андалузских провинций Севильи и Малаги, был торжественно открыт 21 февраля 2007 года, в годовщину провозглашения независимости САДР. 21 декабря того же года была открыта мечеть.
29 февраля 2008 года началось строительство здания мэрии, небольшой плотины, чтобы обеспечить местное население водой, и спортивного комплекса, финансируемого ЮАР. 20 июля 2009 года Салек Баба, министр реконструкции и урбанизации САДР, посетил Тифарити для оценки работы над строительством районов «Тадамун» и «Салам» и мини-завода по опреснению воды. 30 октября того же года Абделькадер Талеб Умар, премьер-министр САДР, открыл новый район из 20 домов.
Недалеко от Тифарити расположена взлётно-посадочная полоса ООН и база миротворческих сил МООНРЗС.

## Политика
В октябре 2003 года в Тифарити прошел XI Генеральный съезд фронта ПОЛИСАРИО, на котором произошло переизбрание Мухаммеда Абдельазиза в должности генерального секретаря (за него было отдано 92 % голосов) и избрание должностных лиц исполнительного Национального Секретариата.
В декабре 2007 года, XII Генеральный съезд фронта ПОЛИСАРИО снова прошел в Тифарити, в присутствии 250 международных делегатов. Абдельазиз был переизбран еще раз (85 %), хотя он предложил ввести чередование в руководстве ПОЛИСАРИО. Кроме того, были избраны члены Национального Секретариата.
В период с 2010 по 2012 годы бывший министр САДР Ларабас Саид Джумани был первым мэром Тифарити. В 2012 году его заменил Мохаммед Салем Дайях.

## Культура
В феврале 2009 года в городе состоялась «Международная конференция по вопросам урбанизации и реконструкции освобожденных районов». Её участники подписали «Тифаритскую декларацию», с тремя основными целями:
- Восстановление и реконструкция освобожденных районов Западной Сахары
- Сохранение испанского языка путём создания Сахарской академии испанского языка
- Содействие созданию Университета Тифарити[27]

### Фестивали
С 2007 года в Тифарити проводится «ARTifariti» — ежегодная встреча художников из разных стран. Художественные произведения создаются в городе и остаются там, в музее Тифарити или на открытом воздухе.

### Археологический парк
В нескольких километрах от Тифарити находится археологический парк «Эркеес» (Erqueyez), не имеющий аналогов в регионе. Там можно увидеть относящиеся к палеолиту или эпипалеолиту следы изготовления камней, могильные насыпи и более сотни пещер с наскальной живописью.

### Университет Тифарити
9 февраля 2013 года Sahara Press Service объявила, что 23 декабря 2012 года президент САДР Мухаммед Абдельазиз издал президентский указ о создании первого университета Сахары под названием «Университет Тифарити». Президент также назначил Хатари Ахмуди Абдаллахи главой нового учебного заведения.

## Спорт
С 2009 года в Тифарити финиширует «Sahara Bike Race», ежегодная велосипедная гонка, маршрут которой начинается в лагере беженцев Эль-Аюн и проходит вдоль Марокканской стены.

## Города-побратимы
- Альяна (с 20 апреля 1994)
- Артеа
- Аруша (с 21 декабря 2009)
- Бедиа
- Маскара (с 9 июля 2008)
- Мбея (с 21 декабря 2009)
- Мондрагон
- Мванза (с 21 декабря 2009)
- Понтассьеве
- Севилья
- Синья
- Танга, (с 21 декабря 2009)
- Вента-де-Баньос (с 10 декабря 2009)
- Томбукту
- Трусиос